# Saint-Pierre-de-Chevillé
Saint-Pierre-de-Chevillé é uma comuna francesa na região administrativa da Pays de la Loire, no departamento de Sarthe. Estende-se por uma área de 11,45 km². Em 2010 a comuna tinha 363 habitantes (densidade: 31,7 hab./km²).